# Spovednica
Spovedníca je prostor, v katerem poteka spoved. 
Opomba: Izraz spovednica bi lahko pomenil tudi žensko obliko besede spovednik, vendar se besede skoraj nikoli ne uporablja v tem pomenu, saj (skoraj) vse Cerkve, ki izvajajo spoved v tradicionalni obliki, zahtevajo, da je spovednik moški.
Klasična spovednica je manjši prostor razdeljen na tri dele: v srednjem delu sedi spovednik, levo in desno od njega pa je prostor za skesanca. Medtem ko spovednik posluša izpoved enega skesanca, se drugi pripravlja. Ko prvi konča s spovedjo, zmoli pokoro, duhovnik pa se obrne k drugemu skesancu. Med duhovnikom in skesanim grešnikom je po navadi pregrada z okencem.
V modernejših spovednicah pregrade ni več - za bolj osebni stik duhovnika in skesanca. Iz istega razloga so zdaj pogostejše tudi spovednice, ki imajo samo dva prostora: za spovednika in za enega skesanca. Take spovednice so začeli postavljati po Drugem vatikanskem koncilu.
V dobi interneta se pojavljajo tudi virtualne spovednice, kjer lahko grešniki on-line anonimno spovedujejo svoje grehe. Te strani niso strogo versko usmerjene in imajo so pogosto tudi delno razvedrilne narave. 